# Блум, Инге
Инге Блум (нем. Inge Blum; 24 февраля 1924, Людвигсхафен-ам-Райн — 12 августа 2011) — немецкий скульптор.

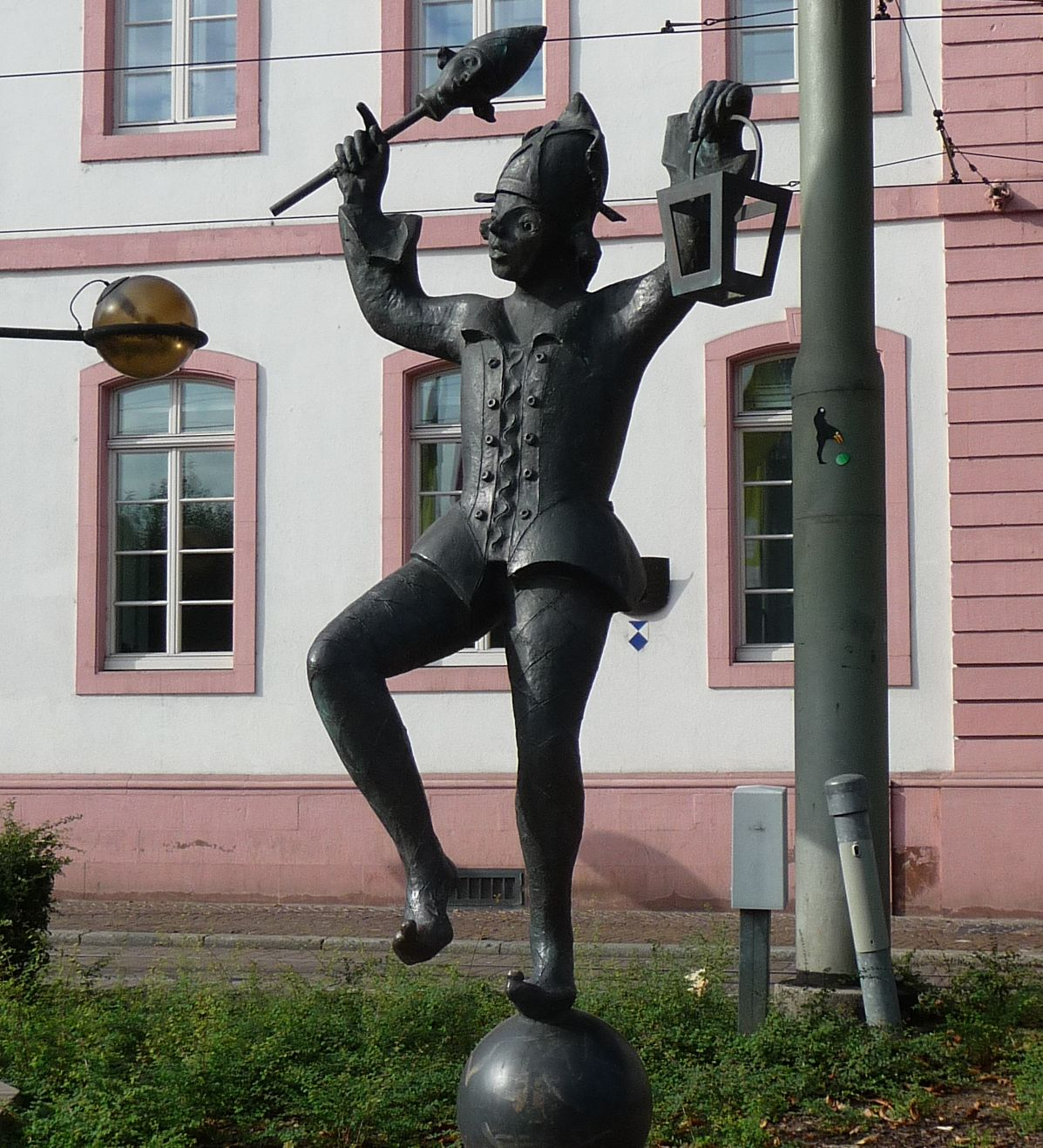
«Сторож с фонарем» — символ Майнцкого карнавала. Скульптур Инге Блум

Работы Блум были установлены на улицах и площадях Майнца и на водном канале Рейн-Майн.

## Биография
Родилась 24 февраля 1924 года в Людвигсхафен-ам-Райне. В 1947 году училась Школе искусств Майнца где её наставником был профессор Хайнц Мюллер-Олм. Инге Блум вышла за него замуж. В 1951 году завершила обучение. После окончания Второй мировой войны начала развивать своё творчество, находясь во французской зоне оккупации, на территории Майнца. Грант правительства Франции разрешил Блум в 1954 году поступить в Академию Гранд-Шомьер в Париже, где изучала новые методики, училась под началом скульптора Осипа Цадкина (1890—1967). За время учёбы в академии, она создала свой личный стиль. После учебы вернулась в Майнц для работы внештатным скульптором. В 1979—1980 гг. Блум посещала Международную летнюю академию изобразительных искусств в Зальцбурге. Создавала свои скульптуры используя глину, многие годы работы позволили ей создать свой собственный стиль, особые формы туловища и фрагментов. Многие её скульптуры установлены в Майнце в общественных местах и частных усадьбах.
Умерла в 2011 году в возрасте 87 лет.

## Известные работы

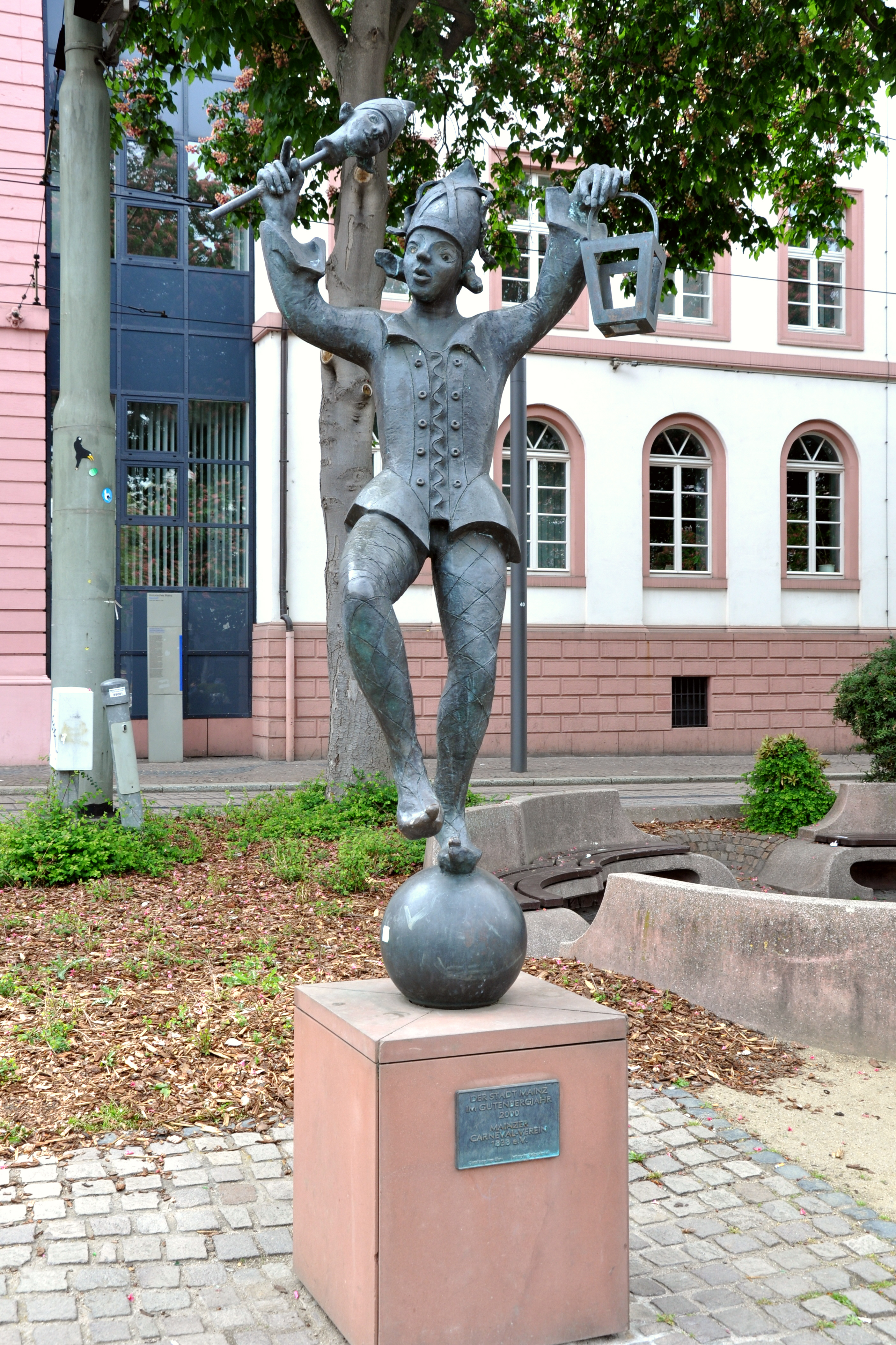
«Баджаз с фонарем». Скульптор Инге Блум

- «Солнечные часы» (1965)[3][4], художественный пейзаж в Майнце;
- «Бегущие торс IV» (1988);
- «Сидящий торс IV» (1990) в фойе Landesbank Rheinland-Pfalz;
- Мемориал, посвящённый бомбардировке Майнца во время Второй мировой войны 27 февраля 1945 года;
- Скульптура в здании местного суда в Бинген-ам-Райн;
- Дизайн европейской медали города Майнц;
- Архитектурные скульптуры в частных усадьбах;
- «Сторож с фонарём», бронзовая скульптура, установленная в Майнце, Шиллерплац[нем.][5];
- Бронзовая скульптура «Януш Корчак» на территории школы, названной его именем.